# Praia do Burgau
La Praia do Burgau es una playa del Algarve (Portugal), situada en la localidad de Burgau, en el municipio de Vila do Bispo, al este de Praia da Salema y al oeste de Praia da Luz.
Es también conocida por sus arcillas con propiedades medicinales.

## Galería

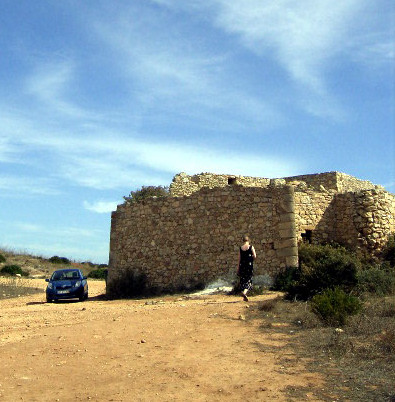
Forte do Burgau
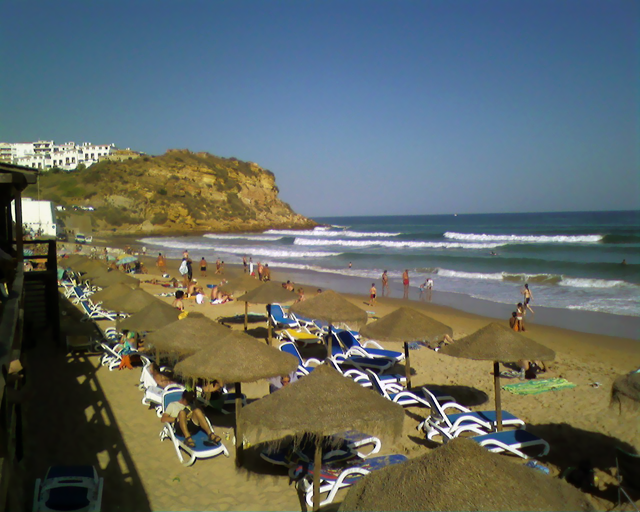
Praia do Burgau
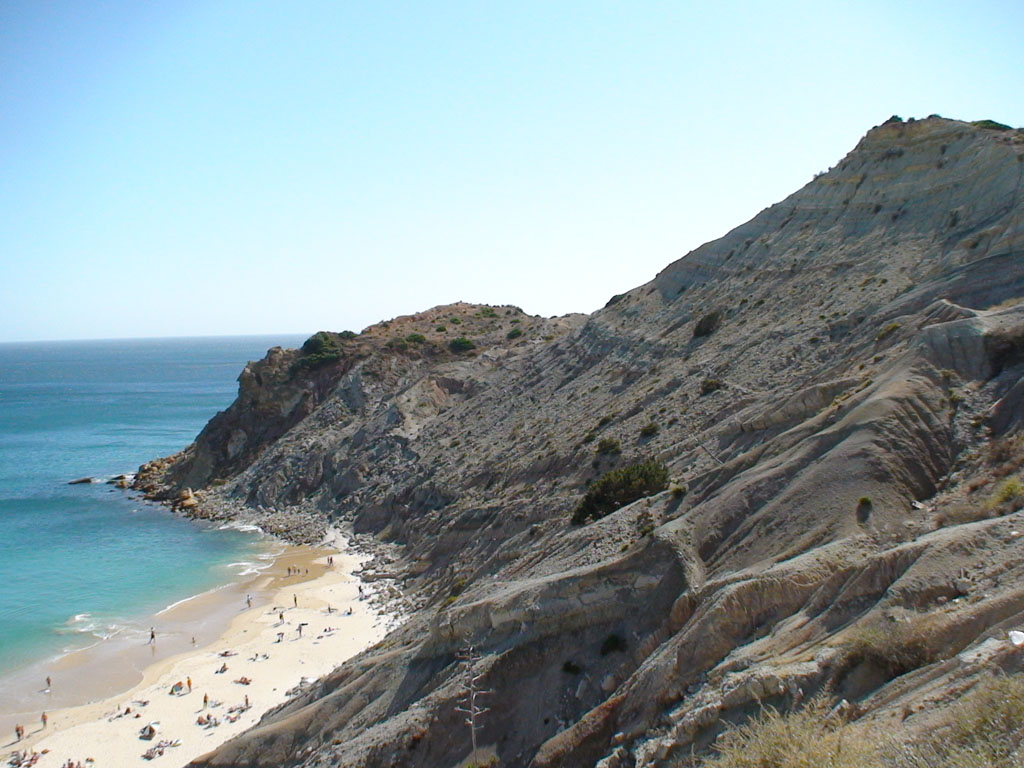
Praia do Burgau
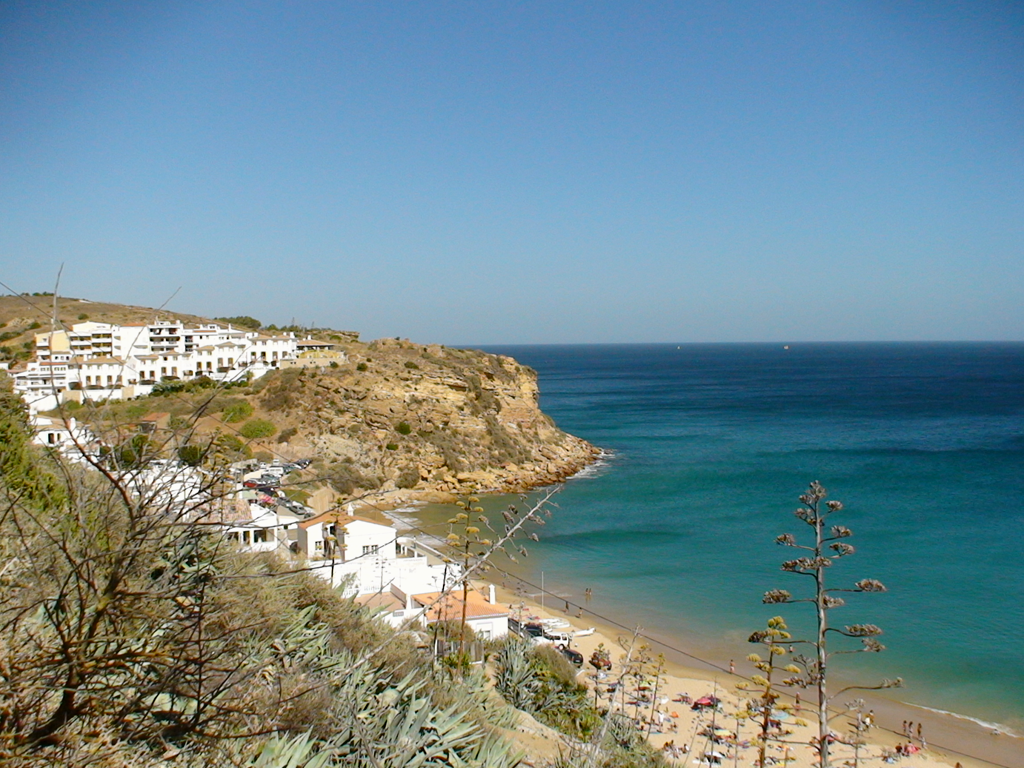
Praia do Burgau

- Datos: Q7237784
- Multimedia: Praia do Burgau / Q7237784